# Chame (Népal)
Chame (en népalais : चामे) est un village du massif de l'Annapurna, au Népal. Il constitue un comité de développement villageois et est le chef-lieu du district de Manang, situé dans la zone de Gandaki.
Le village, étape du circuit de trekking de l'Annapurna, se trouve dans la même vallée que la localité de Manang, sur les bords de la Marsyangdi, au pied du versant nord de la montagne Lamjung Himal, dans la partie orientale du massif de l’Annapurna.

## Démographie
Au recensement de 2011, la ville comptait 1 129 habitants, dont 597 de sexe masculin, vivant dans 279 foyers.

## Villages et hameaux
Chame comprend plusieurs villages et hameaux :
- Chame (2 740 m)
- Chhitipu (2 580 m)
- Koto (2 620 m) ; la Marsyangdi reçoit ici le Nar Khola
- Latamro (2 420 m)
- Syarkyu (2 700 m)
- Thanchok (2 660 m)
- Timang (2 620 m)